# Portes-en-Valdaine
Pour les articles homonymes, voir Portes.
Portes-en-Valdaine est une commune française située dans le département de la Drôme, en région Auvergne-Rhône-Alpes.

## Géographie

### Localisation
Portes-en-Valdaine est située entre Montélimar et Dieulefit, à 15 km environ des deux communes.

### Relief et géologie
Sites particuliers :
- Cachan (220 m)
- la Bouterie (404 m)
- le Châtelard (452 m)
- Mativet (325 m)
- Serre de Ciersa
- Serre de Fournat
- Serre de la Dame (421 m)
- Serre de la Fougère (443 m)
- Serre de la Roumisère
- Serre de la Verrière
- Serre de Mirabel
- Serre du Rozai
- Serre Guillot (426 m)
- Serre Pointu (469 m)

### Hydrographie

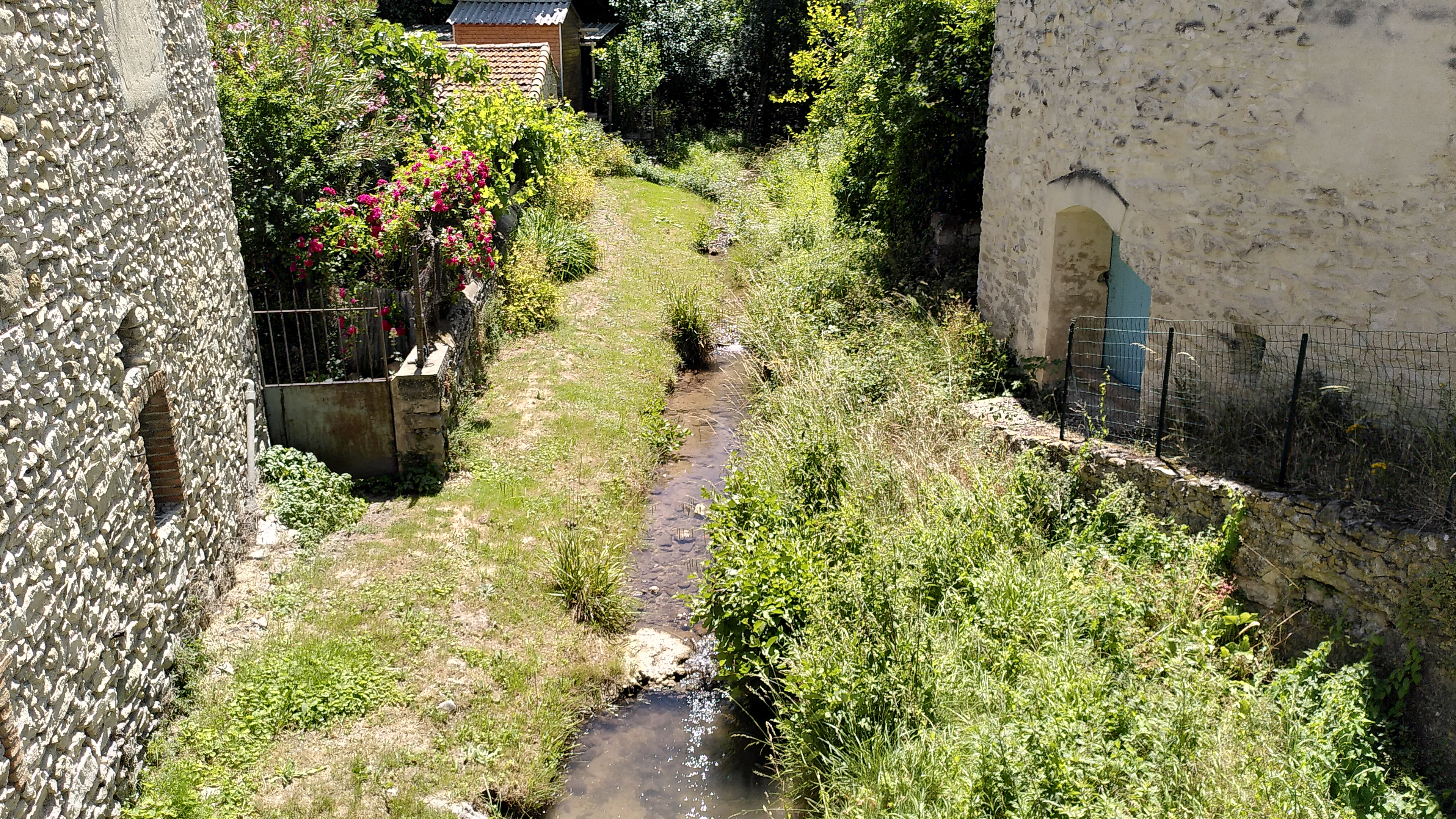
Le ruisseau de Lanson au cœur du village.

La commune est arrosée par les cours d'eau suivants :
- le Jabron
- ravin de Couston
- ravin de la Grande Combe
- ravin de Malacombe
- ruisseau de Brive
- ruisseau de Lanson
- ruisseau de Nicoule
- ruisseau des Égasiers

### Climat
Pour des articles plus généraux, voir Climat d'Auvergne-Rhône-Alpes et Climat de la Drôme.
En 2010, le climat de la commune est de type climat méditerranéen altéré, selon une étude du Centre national de la recherche scientifique s'appuyant sur une série de données couvrant la période 1971-2000. En 2020, Météo-France publie une typologie des climats de la France métropolitaine dans laquelle la commune est exposée à un climat méditerranéen et est dans la région climatique  Provence, Languedoc-Roussillon, caractérisée par une pluviométrie faible en été, un très bon ensoleillement (2 600 h/an), un été chaud (21,5 °C), un air très sec en été, sec en toutes saisons, des vents forts (fréquence de 40 à 50 % de vents > 5 m/s) et peu de brouillards. 
Pour la période 1971-2000, la température annuelle moyenne est de 12,8 °C, avec une amplitude thermique annuelle de 18 °C. Le cumul annuel moyen de précipitations est de 903 mm, avec 6,6 jours de précipitations en janvier et 4 jours en juillet. Pour la période 1991-2020, la température moyenne annuelle observée sur la station météorologique de Météo-France la plus proche, « Montboucher-S-Jabron », sur la commune de Montboucher-sur-Jabron à 9 km à vol d'oiseau, est de 13,6 °C et le cumul annuel moyen de précipitations est de 915,0 mm,. Pour l'avenir, les paramètres climatiques de la commune estimés pour 2050 selon différents scénarios d'émission de gaz à effet de serre sont consultables sur un site dédié publié par Météo-France en novembre 2022.

## Urbanisme

### Typologie
Au 1er janvier 2024, Portes-en-Valdaine est catégorisée commune rurale à habitat dispersé, selon la nouvelle grille communale de densité à 7 niveaux définie par l'Insee en 2022.
Elle est située hors unité urbaine. Par ailleurs la commune fait partie de l'aire d'attraction de Montélimar, dont elle est une commune de la couronne,. Cette aire, qui regroupe 45 communes, est catégorisée dans les aires de 50 000 à moins de 200 000 habitants,.

### Occupation des sols
L'occupation des sols de la commune, telle qu'elle ressort de la base de données européenne d’occupation biophysique des sols Corine Land Cover (CLC), est marquée par l'importance des forêts et milieux semi-naturels (60,4 % en 2018), une proportion identique à celle de 1990 (60,4 %). La répartition détaillée en 2018 est la suivante : forêts (60,4 %), zones agricoles hétérogènes (29,8 %), terres arables (9,8 %). L'évolution de l’occupation des sols de la commune et de ses infrastructures peut être observée sur les différentes représentations cartographiques du territoire : la carte de Cassini (XVIIIe siècle), la carte d'état-major (1820-1866) et les cartes ou photos aériennes de l'IGN pour la période actuelle (1950 à aujourd'hui).

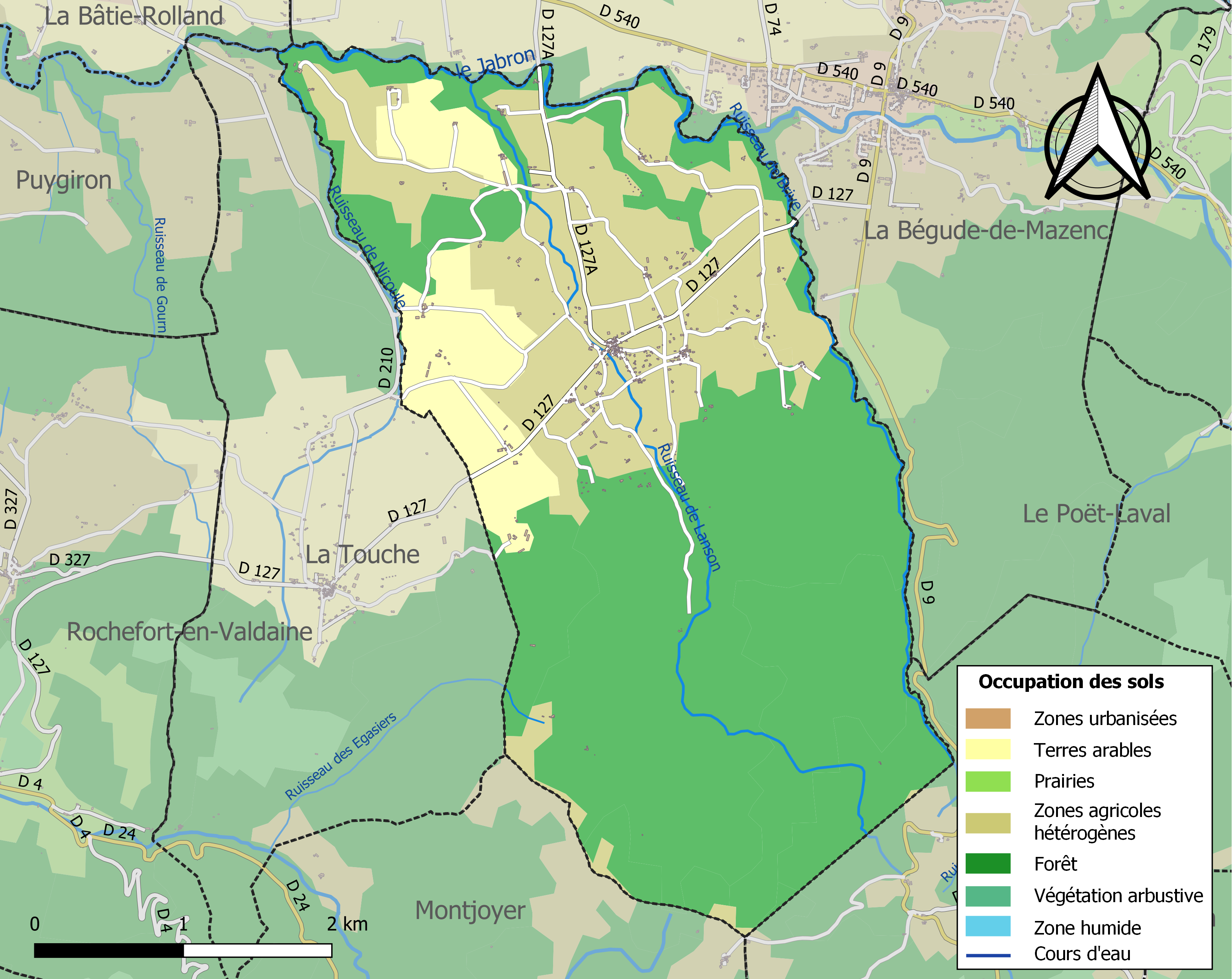
Carte des infrastructures et de l'occupation des sols de la commune en 2018 (CLC).

### Morphologie urbaine

#### Quartiers, hameaux et lieux-dits
Site Géoportail (carte IGN) :
- Brive
- Champ Fournier
- Chapelle Saint-Laurent
- Darenne
- Favier
- Ferme Brés
- Ferme de Fontaine Salée
- Flachaire
- Frangerouge
- Gamberton
- Grande Grange
- Guerguy
- la Citadelle
- la Fère
- Lanson
- la Tour
- la Treille
- le Château
- le Moulin
- le Pouzet
- le Prieuré
- les Alliers
- les Basses Granges
- les Combettes
- le Serre
- les Pérouses
- les Perrières
- Maillet
- Masserot
- Monier
- Pontias
- Pradal
- Rigaud
- Saint-Laurent
- Vinson

Anciens quartiers, hameaux et lieux-dits :
- Allier est un hameau attesté en 1891[13].

### Voies de communication et transports
La commune est desservie par les routes départementales D 127 et D 127a.

## Toponymie

### Attestations
Dictionnaire topographique du département de la Drôme :
- 1235 : Portas (archives de la Drôme, fonds de Saint-Ruf) ;
- 1332 : castrum Portae (Gall. christ., XVI, 129) ;
- 1374 : castrum Portarum Triscatinensis diocesis (d'Hozier, III, 298) ;
- 1381 : dominus de Portis (Long, notaire à Crest) ;
- 1732 : Portes en Valdaine (archives de la Drôme, 6783) ;
- 1891 : Portes, commune du canton de Montélimar.

(non daté)[réf. nécessaire] : Portes-en-Valdaine.

## Histoire
Pour un article plus général, voir Histoire de la Drôme.

### Du Moyen Âge à la Révolution
La seigneurie :
- Au point de vue féodal, Portes-en-Valdaine était une terre (ou seigneurie) de la baronnie de la Garde-Adhémar, relevant en fief des comtes de Valentinois.
- 1215 : elle est inféodée par les Adhémar aux Mirabel (qui la possédaient encore en 1320).
- Entre 1320 et 1381 : elle passe aux Rac.
- Avant 1427 : recouvrée par les Adhémar.
- Avant 1507 : passe aux Eurre.
- 1528 : la terre est partagée entre les Eurre et les Bedos (ou Budos).
- 1560 : la part des Eurre passe (par mariage) aux Alrics.
  - Avant 1731 : elle passe aux Lattier
- 1573 : la part des Bedos passe aux Ducluseau.
  - Avant 1602 : cette part passe aux Bompart.
  - Vers 1638 : elle passe aux Leblanc.
- 1656 : les droits appartenant aux Lolle passent aux Lattier.
- 1789 : la terre a pour dernier seigneur monsieur de la Garde.

1765 (démographie) : 67 habitants.
Avant 1790, Portes était une communauté de l'élection, subdélégation et sénéchaussée de Montélimar.

Elle formait une paroisse du diocèse de Saint-Paul-Trois-Châteaux dont l'église, dite de Saint-Pierre-aux-Liens ou de Saint-Pierre-de-Lançon, était celle d'un prieuré séculier connu dès le début du XVe siècle, et dont les dîmes appartenaient an prieur du lieu qui présentait à la cure.

### De la Révolution à nos jours
En 1790, la commune est comprise dans le canton de Châteauneuf-de-Mazenc. La réorganisation de l'an VIII (1799-1800) la place dans le canton de Montélimar.

## Politique et administration

### Liste des maires
| Période                                                                      | Période                       | Identité                                    | Étiquette        | Qualité       |
| ---------------------------------------------------------------------------- | ----------------------------- | ------------------------------------------- | ---------------- | ------------- |
| Les données manquantes sont à compléter. : de la Révolution au Second Empire |                               |                                             |                  |               |
| 1790                                                                         | 1871                          | ?                                           |                  |               |
| Les données manquantes sont à compléter. : depuis la fin du Second Empire    |                               |                                             |                  |               |
| 1871                                                                         | 1874                          | ?                                           |                  |               |
| 1874                                                                         | 1878                          | ?                                           |                  |               |
| 1878                                                                         | 1884                          | ?                                           |                  |               |
| 1884                                                                         | 1888                          | ?                                           |                  |               |
| 1888                                                                         | 1892                          | ?                                           |                  |               |
| 1892                                                                         | 1896                          | ?                                           |                  |               |
| 1896                                                                         | 1900                          | ?                                           |                  |               |
| 1900                                                                         | 1904                          | ?                                           |                  |               |
| 1904                                                                         | 1908                          | ?                                           |                  |               |
| 1908                                                                         | 1912                          | ?                                           |                  |               |
| 1912                                                                         | 1919                          | ?                                           |                  |               |
| 1919                                                                         | 1925                          | ?                                           |                  |               |
| 1925                                                                         | 1929                          | ?                                           |                  |               |
| 1929                                                                         | 1935                          | ?                                           |                  |               |
| 1935                                                                         | 1945                          | ?                                           |                  |               |
| 1945                                                                         | 1947                          | ?                                           |                  |               |
| 1947                                                                         | 1953                          | ?                                           |                  |               |
| 1953                                                                         | 1959                          | ?                                           |                  |               |
| 1959                                                                         | 1965                          | ?                                           |                  |               |
| 1965                                                                         | 1971                          | ?                                           |                  |               |
| 1971                                                                         | 1977                          | ?                                           |                  |               |
| 1977                                                                         | 1983                          | ?                                           |                  |               |
| 1983                                                                         | 1989                          | ?                                           |                  |               |
| 1989                                                                         | 1995                          | ?                                           |                  |               |
| 1995                                                                         | 2001                          | ?                                           |                  |               |
| 2001                                                                         | 2008                          | Jean-Bernard Charpenel                      | (sans étiquette) | cadre         |
| 2008                                                                         | 2014                          | Jean-Bernard Charpenel                      |                  | maire sortant |
| 2014                                                                         | 2020                          | Jean-Bernard Charpenel                      |                  | maire sortant |
| 2020                                                                         | En cours (au 21 février 2021) | Jean-Bernard Charpenel[source insuffisante] |                  | maire sortant |

### Politique environnementale
La commune dispose d'une station de traitement des eaux.

## Population et société

### Démographie
L'évolution du nombre d'habitants est connue à travers les recensements de la population effectués dans la commune depuis 1793. Pour les communes de moins de 10 000 habitants, une enquête de recensement portant sur toute la population est réalisée tous les cinq ans, les populations de référence des années intermédiaires étant quant à elles estimées par interpolation ou extrapolation. Pour la commune, le premier recensement exhaustif entrant dans le cadre du nouveau dispositif a été réalisé en 2006.

En 2022, la commune comptait 455 habitants, en évolution de +14,61 % par rapport à 2016 (Drôme : +2,64 %, France hors Mayotte : +2,11 %).
| 1793 | 1800 | 1806 | 1821 | 1831 | 1836 | 1841 | 1846 | 1851 |
| ---- | ---- | ---- | ---- | ---- | ---- | ---- | ---- | ---- |
| 385  | 394  | 402  | 544  | 511  | 545  | 514  | 525  | 578  |

| 1856 | 1861 | 1866 | 1872 | 1876 | 1881 | 1886 | 1891 | 1896 |
| ---- | ---- | ---- | ---- | ---- | ---- | ---- | ---- | ---- |
| 568  | 569  | 567  | 566  | 531  | 485  | 523  | 506  | 486  |

| 1901 | 1906 | 1911 | 1921 | 1926 | 1931 | 1936 | 1946 | 1954 |
| ---- | ---- | ---- | ---- | ---- | ---- | ---- | ---- | ---- |
| 453  | 416  | 413  | 330  | 330  | 326  | 310  | 313  | 287  |

| 1962 | 1968 | 1975 | 1982 | 1990 | 1999 | 2006 | 2011 | 2016 |
| ---- | ---- | ---- | ---- | ---- | ---- | ---- | ---- | ---- |
| 238  | 241  | 220  | 253  | 274  | 333  | 376  | 380  | 397  |

| 2021 | 2022 | - | - | - | - | - | - | - |
| ---- | ---- | - | - | - | - | - | - | - |
| 441  | 455  | - | - | - | - | - | - | - |

### Enseignement
La commune est rattachée à l'académie de Grenoble.

### Manifestations culturelles et festivités
- Fête : le deuxième dimanche d'août : démonstrations d'ailes volantes[20].

### Médias
Le territoire de la commune se situe dans l'aire de diffusion de plusieurs médias :

#### Presse écrite
- Le Dauphiné libéré, quotidien régional qui consacre, chaque jour, y compris le dimanche, dans son édition de « Romans et Drôme des collines » un ou plusieurs articles à l'actualité du canton et de la commune, ainsi que des informations sur les éventuelles manifestations locales, les travaux routiers, et autres événements divers à caractère local.
- L'Agriculture Drômoise, journal d'informations agricoles et rurales qui couvre l'ensemble du département de la Drôme.
- Drôme Hebdo (ancien Peuple Libre), hebdomadaire chrétien d'informations.

#### Presse audio-visuelle
- Ici Drôme Ardèche est une radio publique diffusée sur son territoire.

## Économie

### Agriculture
En 1992 : lavande, plantes aromatiques, céréales, ovins, porcins.

## Culture locale et patrimoine

### Lieux et monuments
- Chapelle Saint-Laurent, restaurée et décorée[20].
- Ancien prieuré séculier d'origine (XVe siècle) (église)[20].
- Château de Lattier[20].
- Église Saint-Pierre-de-Lançon de Portes-en-Valdaine.

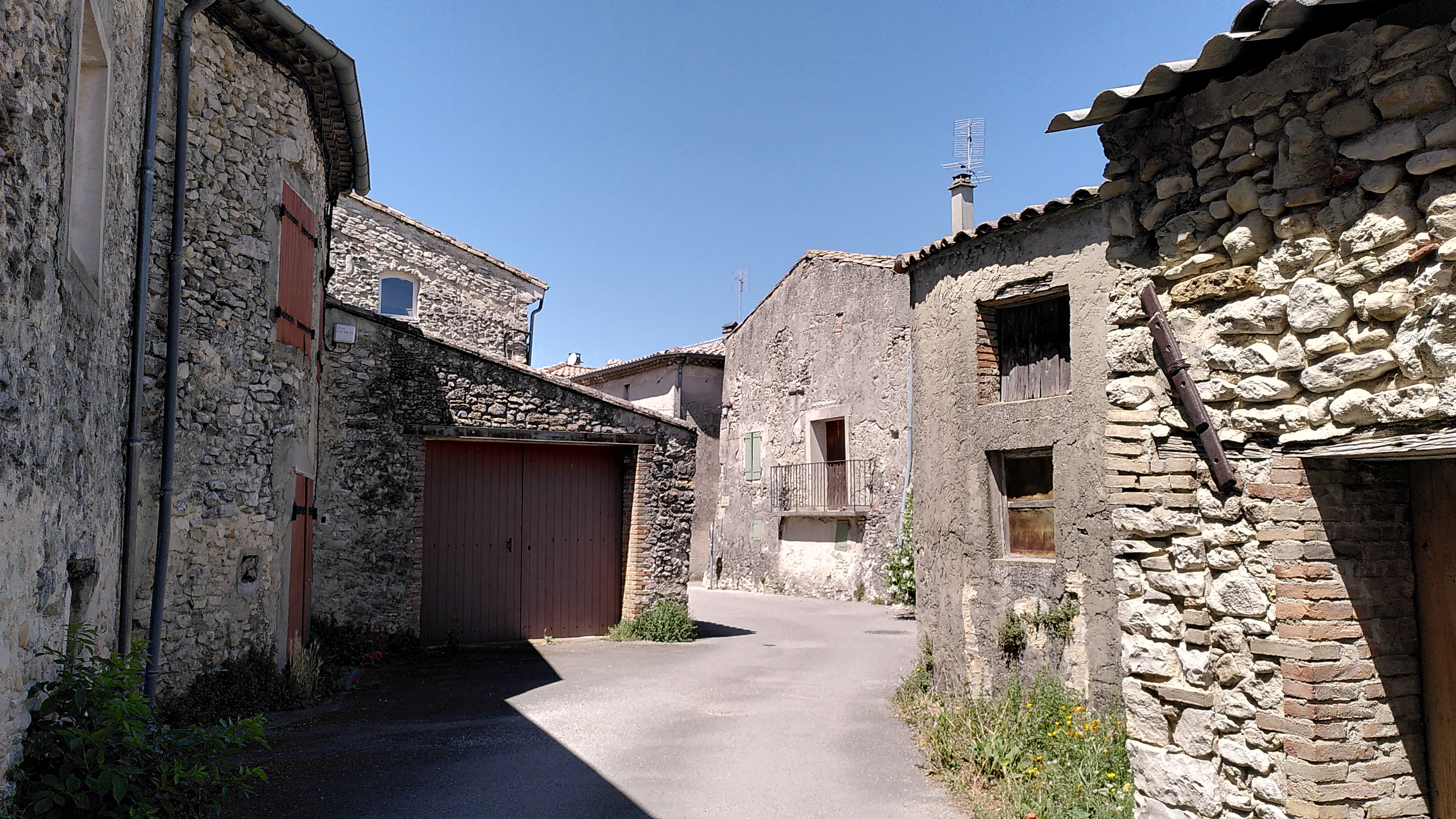
Rue de Portes-en-Valdaine.
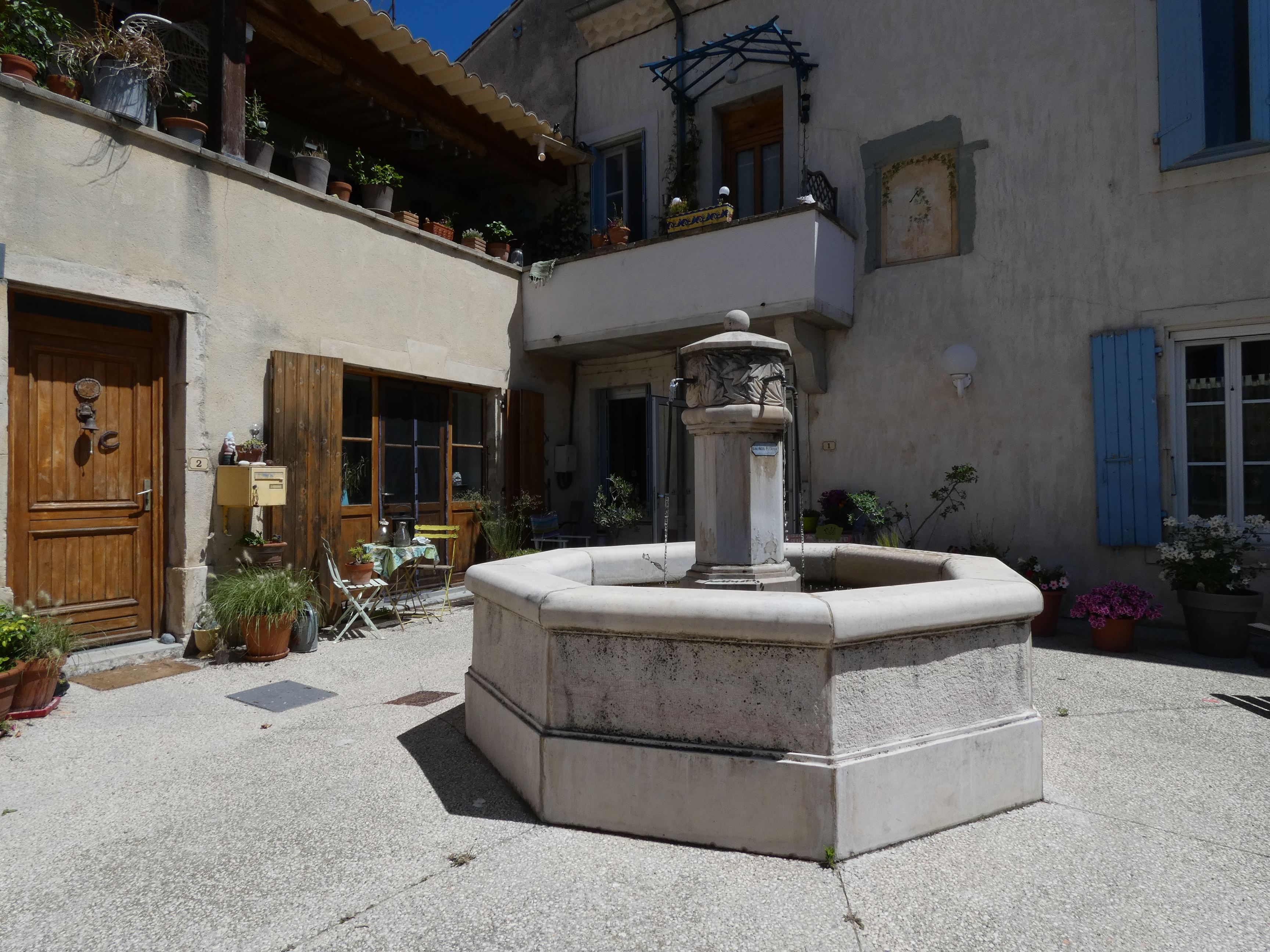
Fontaine publique.
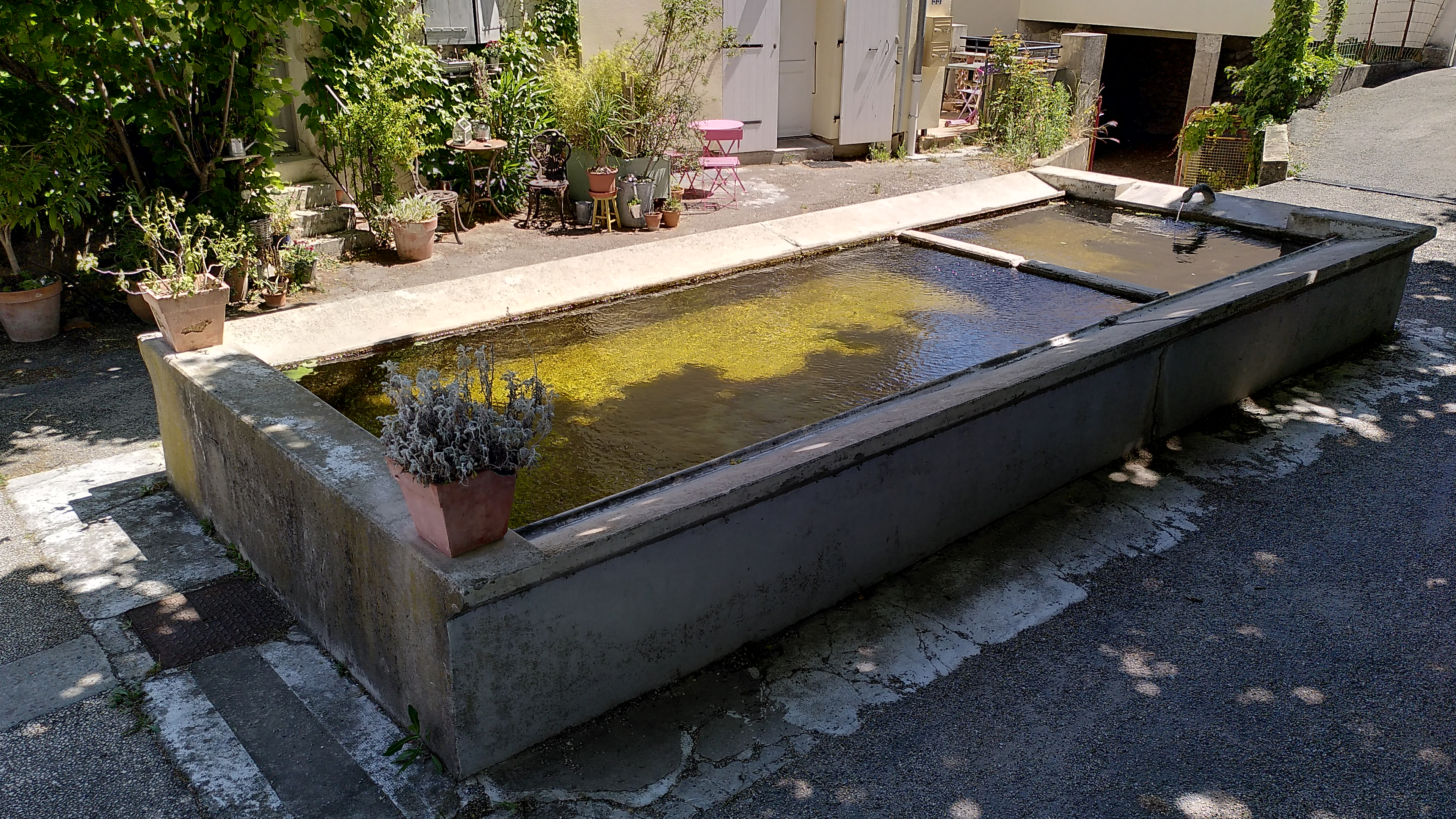
Lavoir.
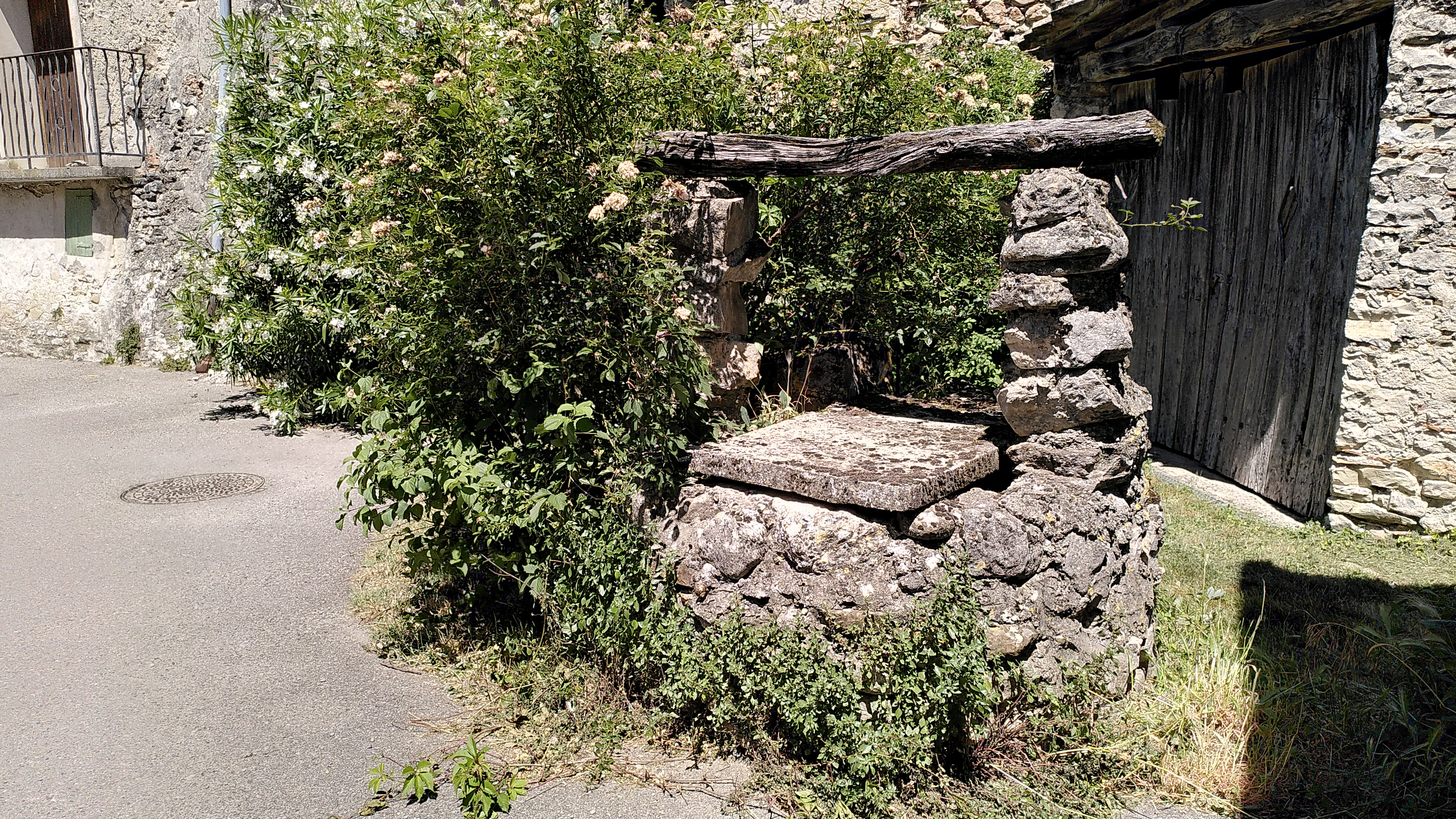
Puits.

### Patrimoine culturel
- Artisanat d'art[20].

### Héraldique, logotype et devise
|  | Portes-en-Valdaine possède des armoiries dont l'origine et le blasonnement exact ne sont pas disponibles. |